# Mikułowa (stacja kolejowa)
Mikułowa – stacja kolejowa w Mikułowej, w województwie dolnośląskim, w powiecie zgorzeleckim, w gminie Sulików. Znajdują się tu 2 perony. Tory dodatkowe są nieprzejezdne i niezdatne do eksploatacji, a ledwo przejezdny jest tor główny zasadniczy.

## Ruch pasażerski
| Rok  | Wymiana pasażerska na dobę |
| ---- | -------------------------- |
| 2017 | 20-49                      |
| 2022 | 10-19                      |

## Połączenia
Od grudnia 2011 zostają wznowione kursy pociągów w relacji Jelenia Góra – Zgorzelec
- Jelenia Góra
- Zgorzelec